# Amitabh Bachchan
Amitabh Bachchan (/ [əmitɑːbʰ bətʃtʃən] /; Hindi: अमिताभ बच्चन, Urdu: اَمِتابھ بچّن), ook wel Big B genoemd (Allahabad, 11 oktober 1942) is een van de grotere acteurs in de Indiase filmgeschiedenis.

## Levensloop
Als een van de grootste sterren in Bollywood heeft hij in bijna veertig jaar tijd in meer dan 100 films gespeeld. In de jaren zeventig en tachtig van de twintigste eeuw was hij beroemd als een actieheld en speelde hij vaak de rol van een 'angry young man': een rol als antiheld. Hij was zeer populair bij mannen, maar vooral bij vrouwen vanwege zijn uiterlijk en zware stem. In de jaren tachtig trok hij zich tijdelijk terug als acteur. Zoals vele andere acteurs in India heeft ook Bachchan een poging gewaagd om succes te behalen in de politiek. Politiek viel hem tegen en grote successen binnen de politiek bleven uit.
In 2000 maakte hij een comeback als presentator van de spelshow Kaun Banega Crorepati, waarna hij ook weer in diverse Bollywood-films speelde.

## Onderscheidingen
- In juni 2000 werd Bachchan de eerste nog in leven zijnde Aziaat die zijn eigen wassen beeld kreeg in Madame Tussauds in Londen.[2]
- In 1982 kreeg Bachchan de Padma Shri van de regering in India. Dit is de op drie na hoogste onderscheiding in India.
- In 2001 kreeg Bachchan de Padma Bhushan van de regering in India. Dit is de op twee na hoogste onderscheiding in India.
- In 2015 kreeg Bachchan de Padma Vibhushan van de regering in India. Dit is de op een na hoogste onderscheiding in India.
- Bachchan heeft vijf keer de National Film Awards (de Indiase versie van de Oscar) gewonnen.[3]
- Bachchan heeft vijftien Filmfare Awards gewonnen in verschillende categorieën, waaronder die van filmster van de twintigste eeuw.[4]
- Bachchan is goodwillambassadeur van UNICEF.
- In 2006 werd hem de hoogste Franse onderscheiding (de Legioen van Eer) toegekend.[5]

## Filmografie
- 1969 Saat Hindustani
- 1971 Anand
- 1971 Guddi
- 1971 Parwaana
- 1971 Pyar Ki Kahani
- 1972 Bansi Birju
- 1972 Bombay to Goa
- 1972 Ek Nazar
- 1972 Jaban
- 1972 Piya Ka Ghar
- 1972 Raaste Ka Patthar
- 1972 Sanjog
- 1973 Abhimaan
- 1973 Baandhe Haath
- 1973 Gehri Chaal
- 1973 Namak Haram
- 1973 Saudagar
- 1973 Zanjeer
- 1974 Benaam
- 1974 Kasauti
- 1974 Majboor
- 1974 Roti Kapda aur Makaan
- 1975 Chhoti si Baat
- 1975 Chupke Chupke
- 1975 Deewaar
- 1975 Faraar
- 1975 Hera Pheri
- 1975 Mili
- 1975 Sholay
- 1975 Zameer
- 1976 Do Anjaane
- 1976 Kabhie Kabhie
- 1977 Adalat
- 1977 Aalap
- 1977 Amar Akbar Anthony
- 1977 Imaan Dharam
- 1977 Khoon Paseena
- 1977 Parvarish
- 1978 Besharam
- 1978 Don
- 1978 Ganga Ki Saugandh
- 1978 Muqaddar ka Sikandar
- 1978 Kasme Vaade
- 1978 Trishul
- 1979 The Great Gambler
- 1979 Jurmaana
- 1979 Kaala Patthar
- 1979 Manzil
- 1979 Mr. Natwarlaal
- 1979 Suhaag
- 1980 Do aur Do Panch
- 1980 Dostaana
- 1980 Ram Balraam
- 1980 Shaan
- 1981 Barsaat ki Ek Raat
- 1981 Kaalia
- 1981 Lawaaris
- 1981 Naseeb
- 1981 Silsila
- 1981 Yaraana
- 1982 Bemisaal
- 1982 Desh Premee
- 1982 Khuddar
- 1982 Namak Halaal
- 1982 Nastik
- 1982 Satte pe Satta
- 1982 Shakti
- 1983 Andha Kanoon
- 1983 Coolie
- 1983 Mahaan
- 1983 Pukar
- 1984 Inquilaab
- 1984 Sharaabi
- 1985 Mard
- 1986 Aakhree Rasta
- 1987 Shahenshah
- 1988 Ganga Jamuna Saraswati
- 1989 Jaadugar
- 1989 Main Azaad Hoon
- 1989 Toofan
- 1990 Aaj ka Arjun
- 1990 Agneepath
- 1991 Ajooba
- 1991 Akayla
- 1991 Hum
- 1991 Indrajeet
- 1992 Khuda Gawah
- 1994 Insaniyat
- 1997 Mrityudaata
- 1998 Majorsaab
- 1998 Bade Miyan Chhote Miyan
- 1999 Lal Baadshah
- 1999 Sooryavansham
- 1999 Hindustan Ki Kasam
- 1999 Kohraam
- 2000 Mohabbatein
- 2001 Ek Rishta - The Bond of Love
- 2001 Aks
- 2001 Kabhi Khushi Kabhi Gham
- 2002 Aankhen
- 2002 Hum Kisise Kum Nahi
- 2002 Agnivarsha
- 2002 Kaante
- 2003 Armaan
- 2003 Baghban
- 2003 Khakee
- 2004 Ab Tumhare Hawale Watan Saathiyo
- 2004 Veer-Zaara
- 2004 Hum Kaun Hai?
- 2004 Kyun...! Ho Gaya Na
- 2004 Deewaar
- 2004 Lakshya
- 2004 Dev
- 2004 Aetbaar
- 2005 Black
- 2005 Waqt
- 2006 Kabhi Alvida Naa Kehna
- 2007 Jhoom Barabar Jhoom
- 2008 Cheeni Kum
- 2013 The Great Gatsby
- 2013 Bombay Talkies
- 2013 Satyagraha
- 2013 Mahabharat 3D
- 2014 Bhootnath Returns
- 2014 Manam
- 2015 Shamitabh
- 2015 Hey Bro
- 2015 Piku
- 2016 Wazir
- 2016 Ki & Ka
- 2016 TE3N
- 2016 Pink
- 2017 Sarkar 3
- 2018 102 Not Out
- 2018 Helicopter Eela
- 2018 Thugs of Hindostan
- 2019 Badla
- 2019 Sye Raa Narasimha Reddy
- 2020 AB Aani CD
- 2020 Ghoomketu
- 2020 Gulabo Sitabo
- 2021 Chehre
- 2022 Jhund
- 2022 Runway 34
- 2022 Brahmastra
- 2022 Chup: Revenge of the Artist
- 2022 Goodbye
- 2022 Uunchai
- 2023 Ghoomer
- 2023 Ganapath
- 2024 Kalki 2898 AD
- 2024 Vettaiyan